# Malformação vascular
Malformação vascular é uma anomalia vascular morfo-estrutural de vasos sanguíneos de diversos tipos. Pode ser formada por vasos linfáticos, veias, artérias, capilares, ou uma combinação destes tipos vasculares. Em contraste com tumores vasculares, malformações não demonstram proliferação endotelial, nem fase de crescimento rápido, não constituindo, portanto, verdadeiras neoplasias. Elas podem aumentar proporcionalmente ao crescimento do paciente, ou expandir-se lentamente com o tempo. Em sua maioria, São formadas por erros do desenvolvimento embrionário de vasos sanguíneos, caso em que são congênitas. Em outros casos, são adquiridas ao longo da vida, às vezes por trauma São classificadas em dois grupos principais: malformações vasculares de baixo fluxo, caso em que não têm componente arterial, e malformações vasculares de alto fluxo, caso em que têm componente arterial em sua estrutura.

## Tipos de malformação vascular

### Malformações vasculares de baixo fluxo
- Malformação capilar (também conhecidas como manchas de cor vinho do Porto)
- Malformação venosa

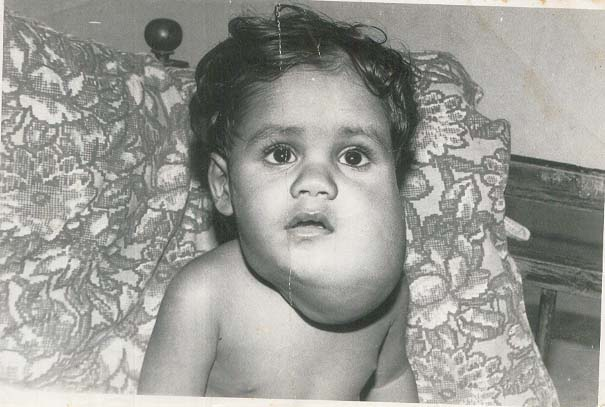
Linfangioma

- Malformação linfática (ML) ou Linfangioma.

### Malformações vasculares de alto fluxo
- Malformação arterial
- Fístula arteriovenosa
- Malformação arteriovenosa (MAV)

### Malformações vasculares combinadas (complexas)
Uma combinação de duas ou mais malformações simples, envolvendo mais de um tipo de vaso sanguíneo.
- MVC: Malformação veno-capilar
- MLC: malformação linfático-capilar
- MLV: malformação linfático-venosa
- MLVC: malformação linfático-veno-capilar. MLVC está associada com a Síndrome de Klippel-Trenaunay
- ML-MAV: malformação linfática - arteriovenosa
- MC-MAV: malformação capilar - arteriovenosa